# ديكستر ريد
ديكستر ريد (بالإنجليزية: Dexter Reid)‏ هو لاعب كرة قدم أمريكية أمريكي، ولد في 18 مارس 1981 في نورفولك في الولايات المتحدة.

## وصلات خارجية
- ديكستر ريد على موقع مرجع كرة القدم المحترفة.كوم (الإنجليزية)